# Рубі Далма
Рубі Далма (італ. Rubi Dalma; 24 квітня 1906 — 7 серпня 1994) — італійська актриса.

## Біографія
Справжнє ім'я та прізвище Джустіна Манча ді Віллагермоза (іт. Giusta Manca di Villahermosa), походила з міланської аристократичної сім'ї. Після епізодичної ролі у фільмі в Камілло Мастрочінкве «Regina della Scala», в якому вона грала саму себе, акторка вирішила почати професійну кінокар'єру під псевдонимом Рубі Далма. Першим успіхом були картина Вітторіо Де Сіка «Il signor Max». На сцені вона втілювала переважно холодні, складні, а іноді аристократичні характери.

## Фільмографія
- Regina della Scala (1936)
- Il signor Max (1937)
- L'allegro cantante (1938)
- L'argine (1938)
- Batticuore (1939)
- Fanfulla da Lodi (1939)
- Uragano ai tropici (1939)
- 1940 — Червоні троянди / Rose scarlatte — графиня
- 1940 — Антоніо Меуччі / Antonio Meucci
- Cantate con me! (1940)
- Divieto di sosta (1941)
- Solitudine (1941)
- I mariti (Tempesta d'anime) (1941)
- 1942 — Постріл
- Solitudine (1942)
- 1942 — Одеса у вогні
- Calafuria (1942)
- La maschera e il volto (1942)
- C'è sempre un ma! (1942)
- Sant'Elena, piccola isola (1943)
- Tempesta sul golfo (1943)
- Enrico IV (1943)
- Pian delle stelle (1946)
- Il cavaliere del sogno (1947)
- Daniele Cortis (1947)
- Il bacio di una morta (1949)
- Cielo sulla palude (1949)
- 1950 — Хроніка одного кохання / Cronaca di un amore — товаришка Паоли
- Febbre di vivere (1952)